# ليان كورتيس
ليان كورتيس (بالإنجليزية: Liane Alexandra Curtis)‏ هي ممثلة أمريكية، ولدت في 11 يوليو 1965 في نيويورك في الولايات المتحدة.

## أعمال

### أفلام
- (1988) المخلوقات 2

## وصلات خارجية
- ليان كورتيس على موقع IMDb (الإنجليزية)
- ليان كورتيس على موقع ألو سيني (الفرنسية)
- ليان كورتيس على موقع أول موفي (الإنجليزية)
- ليان كورتيس على موقع قاعدة بيانات الأفلام السويدية (السويدية)
- ليان كورتيس على موقع قاعدة بيانات الأفلام السويدية (السويدية)
- ليان كورتيس على موقع قاعدة بيانات الفيلم (الإنجليزية)
- ليان كورتيس على موقع كينوبويسك (الروسية)